# Луди летњи плес
Песма Луди летњи плес, позната и као Crazy summer dance, песма je Фламингоса и Луиса, која је била у избору да представља Србију и Црну Гору 2006. године на Песми Евровизије. У финалном скору националног такмичења Европесма, нашла се на упитном другом месту након бојкота песме од стране црногорског жирија.
Песма црногорског бенда Но Нејм Моја љубави је заузела друго место у црногорском полуфиналу „Монтевизија 2006”.  Док је песма Фламингоса победила у српском полуфиналу Беовизија 2006. године. Међутим, чланови црногорског жирија нису доделили ниједан поен двема најбоље пласираним песмама са Беовизије, што се десило и на Европесми 2005. године. Након тога црногорска група је победила на Европесми 2006. године, у огромној мери захваљујући подршци чланова жирија из Црне Горе. Гласање жирија окончано је са осам бодова предности за песму Моја љубави, тачно онолико колико су добили од чланова српског жирија. У ТВ гласању публика је 12 000 гласова дала Фламингосима, а свега 3 500 групи Но нејм. Незадовољна публика у дворани је захтевала да им на крају програма певају Фламингоси и Луис, а не званични победници Европесме, што се и десило.
Срби нису хтели да прихвате ту победу и планирали су да организују ново национално финале чији би исход у потпуности одређивало ТВ гласање. Када су Црногорци то одбили, Србија и Црна Гора су се повукле са такмичења за Песму Евровизије 2006. након свађе између српског и црногорског жирија током националног финала Европесма и оптужби за тактичко гласање од стране црногорског жирија.
Државна заједница Србија и Црна Гора распала након два месеца, 21. маја 2006. године. Од такмичења 2007. године, Србија и Црна Гора су се такмичиле појединачно.
Постоји више верзија ове песме. То су регуларна и оригинална верзија за такмичење Европесма, верзија након такмичења са спомињањем пораза и градова Србије и Црне Горе и полу-инструментал верзија, где се могу чути само женски вокали и рефрен.
У пролеће 2024. године песма је поново постала популарна на Тикток-у и Youtube Shorts.